# Gerrit Zoudenbalch (1541-1599)

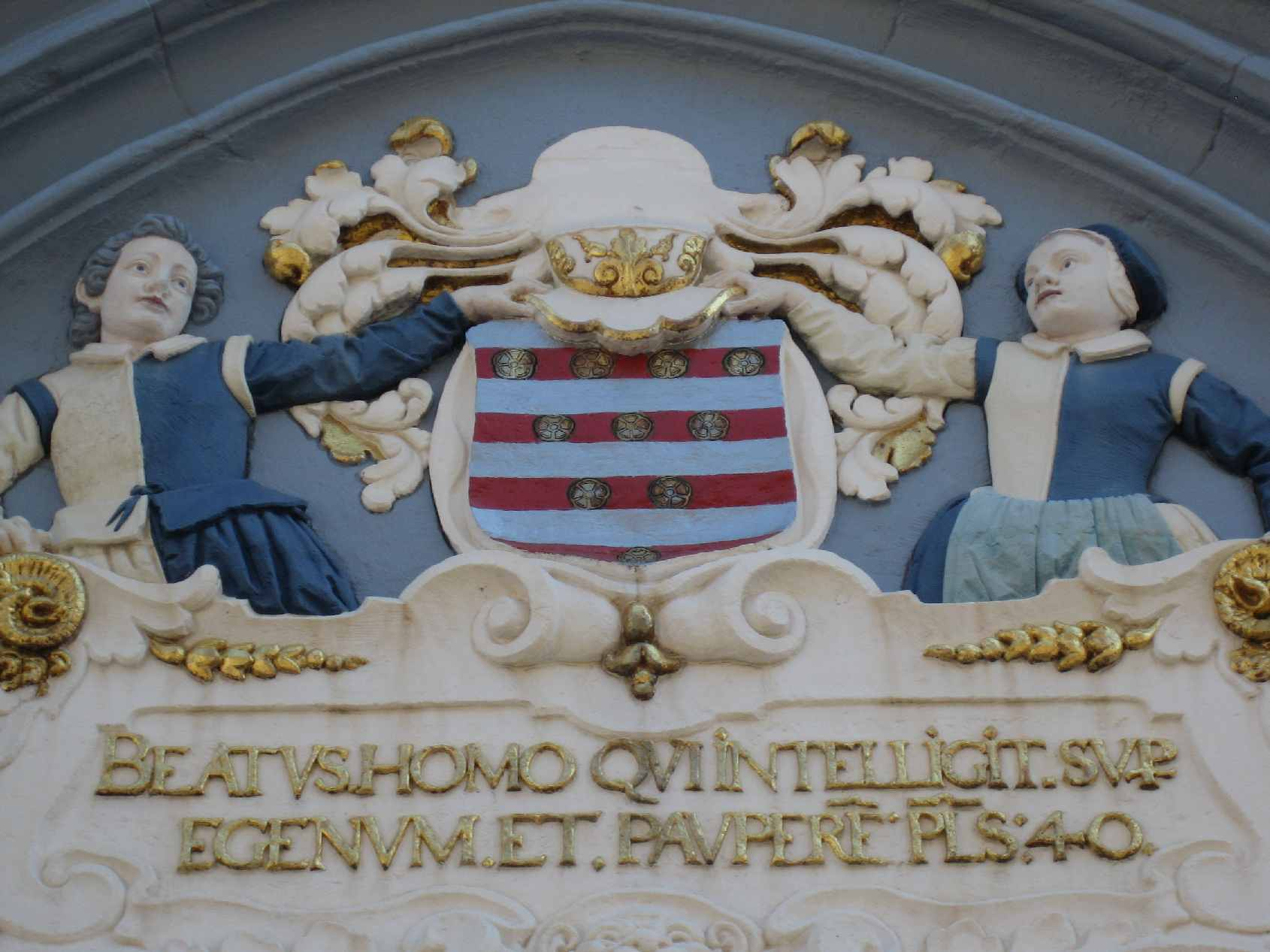
Familiewapen Zoudenbalch

Gerrit XVI Zoudenbalch (5 november 1541 - 20 april 1599) en begraven op 31 mei 1599 in de Mariakerk te Utrecht was een telg uit het geslacht Zoudenbalch. 
Zoudenbalch was een zoon van Johan Zoudenbalch (1503-1558) en Johanna Rutgersdr van den Boetzelaer tot Asperen (ca. 1508-1586). Hij was van 1567 tot zijn overlijden 1599 heer van Urk en Emmeloord, in 1568 dijckgraaf van Leckdijck Bovendams (sinds 1970 opgegaan in het Waterschap Kromme Rijn) en in 1576 schepen van Utrecht. Van 1580 tot 1596 was hij tevens heer van Meerten

## Huwelijk en kinderen
Hij trouwde ca. 1569 met Barbara van Abcoude ook wel genaamd Barbara van Essenstein (voor 1549 - 1614). Zij was een dochter van Anton van Abcoude van Meerten heer van Abcoude, Meerten en Essenstein en van Anna Lalaing.
Uit zijn huwelijk zijn geboren:
- Johan Zoudenbalch (Utrecht, 1571 - aldaar, 4 november 1595). Hij werd begraven op 13 november 1595 in de Mariakerk (Utrecht).
- Anna Zoudenbalch (Utrecht, ca. 1573 - aldaar, 22 september 1593). Zij werd eveneens begraven in de Mariakerk (Utrecht).

De schoonvader van Zoudenbalch, Anton van Abcoude, draagt in 1570 het leen Ter Meere over aan zijn zoon Hendrik van Abcoude van Meerten. Hendrik heeft maar één dochter, Anna: zij wordt er in 1580 mee beleend. Maar al een jaar later draagt zij het huis over aan Gerrit Zoudenbalch (1541-1599) heer van Urk. In 1596 werd het leen opgedragen aan Johan van Vladeracken, na diens dood verviel het aan Barbara van Abcoude van Meerten, die er in 1601 mee werd beleend. Volgens haar laatste wilsbeschikking komt Ter Meer in 1615 tot 1630 aan Johan de Cock van Opijnen († 1654), als voogd over de dochter van haar zus: Anna van Vladeracken. Van 1601 tot 1614 was Barbara tevens vrouwe van Urk en Emmeloord.